# Municipio Suchiapa
Koordinaten: 16° 37′ N, 93° 6′ W
Suchiapa ist ein Municipio im mexikanischen Bundesstaat Chiapas und befindet sich im mittleren Westen des Staates.
Der Name dieses Ortes kommt aus dem Nahuatl und bedeutet „das neue Wasser unter dem Berg“.
Das Municipio hat etwa 21.000 Einwohner und eine Fläche von 284,8 km². Verwaltungssitz und größter Ort des Municipios ist das gleichnamige Suchiapa.

## Geographie
Das Municipio Suchiapa liegt im mittleren Westen des mexikanischen Bundesstaats Chiapas auf Höhen zwischen 400 m und 1400 m. Es zählt zur Gänze zur physiographischen Provinz der Sierra Madre de Chiapas und liegt gänzlich in der hydrologischen Region Grijalva-Usumacinta. Die Geologie des Municipios wird zu 61 % von Kalkstein bestimmt bei 16 % Kalkstein-Lutit, 11 % Sandstein-Lutit und 8 % Alluvionen; vorherrschende Bodentypen sind der Leptosol (67 %) und Vertisol (12 %). Knapp die Hälfte der Gemeindefläche ist bewaldet, 34 % dienen dem Ackerbau, 14 % werden von Weideland eingenommen.
Das Municipio Suchiapa grenzt an die Municipios Ocozocoautla de Espinosa, Tuxtla Gutiérrez, Chiapa de Corzo und Villaflores.

## Bevölkerung
Beim Zensus 2010 wurden im Municipio 21.045 Menschen in 4.731 Wohneinheiten gezählt. Davon wurden 45 Personen als Sprecher einer indigenen Sprache registriert. Etwa 15,8 Prozent der Bevölkerung waren Analphabeten. 7.505 Einwohner wurden als Erwerbspersonen registriert, wovon gut 79 % Männer bzw. 1 % arbeitslos waren. Gut 31 % der Bevölkerung lebten in extremer Armut.

## Orte
Das Municipio Suchiapa umfasst 68 bewohnte localidades, von denen lediglich der Hauptort vom INEGI als urban klassifiziert ist. Drei Orte wiesen beim Zensus 2010 eine Einwohnerzahl von über 500 auf, 63 Orte hatten weniger als 100 Einwohner. Die größten Orte sind:
| Ort            | Einwohner |
| Suchiapa       | 16.637    |
| Pacú           | 02.440    |
| La Palma       | 00.630    |
| Plan de Mulumí | 00.427    |